# لمياء قدور

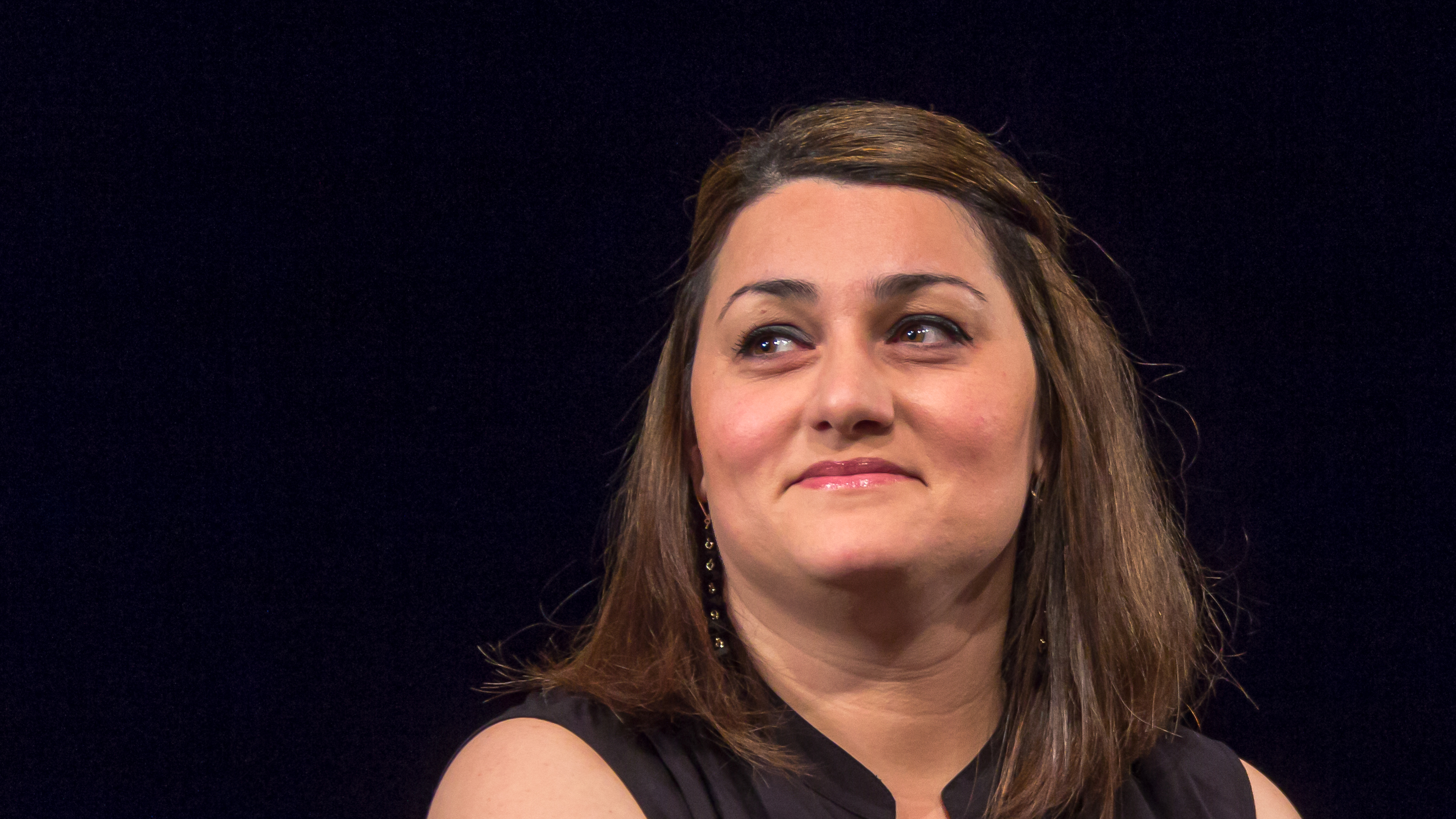
لمياء قدور سنة 2015

لمياء قدور (ولدت في آلن سنة 1978) هي باحثة وكاتبة ألمانية في الدراسات الإسلامية من أصول سورية، وهي مؤسسة الرابطة الإسلامية الليبرالية (بالألمانية: Liberal-Islamischer Bund) ورئيستها. عملت على إدخال التربية الإسلامية في المدارس الحكومية في ألمانيا.
نشرت ـ بالتعاون مع ربيعة مولر أول ترجمة ألمانية لمعاني القرآن الكريم للأطفال والكبار تحت عنوان «القرآن للأطفال والكبار» (بالألمانية: Der Koran für Kinder und Erwachsene)، كما وضعت أول كتاب مدرسي ألماني للتربية الإسلامية.
عملت لمياء قدور بتدريس التربية الإسلامية في مدرسة ثانوية بمدينة دينسلاكن في ولاية شمال الراين-وستفاليا، وقد تركّزت اهتماماتها البحثية منذ سنة 2014 على موضوعات السلفية والإسلاموية. وقد تطوّع خمسة من تلاميذها السابقين للقتال في سوريا، وهو ما اعتبرته قدّور هزيمة شخصية لها.

## روابط خارجية
- لمياء قدور على موقع IMDb (الإنجليزية)
- لمياء قدور على موقع مونزينجر (الألمانية)
- لمياء قدور على موقع قاعدة بيانات الفيلم (الإنجليزية)